# UEFA Europa League finalen 2019
UEFA Europa League finalen 2019 var en fodboldkamp der skal blev spillet 29. maj 2019. Kampen blev spillet på Baku Olympic Stadium i Aserbajdsjans hovedstad Baku, og skulle finde vinderen af UEFA Europa League 2018-19. De deltagende hold var de to engelske klubber Chelsea og Arsenal. Den var kulminationen på den 48. sæson i Europas næststørste klubturnering for hold arrangeret af UEFA, og den tiende finale siden turneringen skiftede navn fra UEFA Cup til UEFA Europa League.
Med en sejr på 4-1 sikrede Chelsea sig sin anden triumf i turneringen.
Kampen blev ledet af den italienske dommer Gianluca Rocchi.
Det var første gang, at finalen i Europa League blev afviklet i samme uge som finalen i Champions League.

## Spillested
For første gang nogensinde blev der den 9. december 2016 startet en åben budproces af UEFA, så landes nationale fodboldforbund kunne byde ind på lokaliteter til afvikling af finalerne i klubkonkurrencefinalerne. (UEFA Champions League, UEFA Europa League, UEFA Women's Champions League og UEFA Super Cup). Forbundene havde indtil den juni 2017 for at udtrykke interesse.
UEFAs eksklusiv-komite besluttede på et møde i september 2017 at finalen skulle spilles på Baku Olympic Stadium i Baku.